# Sangleg
En sangleg er en leg, hvortil der synges og hvortil der hører særlige beskrivende fagter, bevægelser og/eller dansetrin. Det kan være alt lige fra fingerleg (Lille Peter Edderkop) til ringdans eller kredsdans (Bro bro brille).
Det er mest børn, der leger sanglege.
Sangen består ofte af en form for historie / fortælling.

Eksempler:
- Bjerget i skoven (Langt ud' i skoven)
- Bjørnen sover
- Boogie-woogie
- Bro bro brille
- Hjulene på bussen
- Jeg gik mig over sø og land
- Lille Peter Edderkop
- Ritch ratch filiong-gong-gong
- Skære, skære havre
- Så går vi rundt om en enebærbusk
- Tag den ring og lad den vandre
- Tornerose